# Зубы тигра
Зубы тигра  — роман в жанре триллера американского писателя Тома Клэнси. Опубликован 11 августа 2003 года. В романе повествуется о борьбе тайной американской неправительственной организации с международным исламским терроризмом.  

## Описание сюжета
Сын Джека Райана Джон вступает в тайную организацию по борьбе с терроризмом, истребляя физически террористических лидеров, устроивших одновременные бойни в американских торговых центрах.

## Отзывы
Роман занял первое место в списке бестселлеров газеты The New York Times.